# Iwan Afanasienko
Iwan Prokofjewicz Afanasienko (ros. Иван Прокофьевич Афанасенко, ur. 16 stycznia 1923 w stanicy Niżnie-Stebelowka w obwodzie kubańsko-czarnoziemskim (obecnie w Kraju Krasnodarskim), zm. 11 września 1975 w Wołgogradzie) – radziecki wojskowy, Bohater Związku Radzieckiego (1945).

## Życiorys
Skończył szkołę wiejską, pracował w kołchozie, od marca 1942 służył w Armii Czerwonej, od 7 sierpnia 1942 walczył w wojnie z Niemcami. Jako żołnierz 197 Dywizji Piechoty brał udział w walkach na Froncie Dońskim, Południowo-Zachodnim, 4, 3 i 2 Ukraińskim, m.in. w bitwie pod Stalingradem, operacji woroszyłowgradzkiej, donbaskiej, zaporoskiej, nikopolsko-krzyworoskiej, odeskiej, jasko-kiszyniowskiej, bukaresztańsko-aradzkiej i debreczyńskiej. Od 1944 należał do WKP(b). W nocy z 4 na 5 grudnia 1944 jako saper batalionu 59 Gwardyjskiej Dywizji Piechoty 37 Korpusu Piechoty 46 Armii 2 Frontu Ukraińskiego brał udział w forsowaniu Dunaju na południe od Budapesztu, gdzie wyróżnił się odwagą i bohaterstwem. W kwietniu 1945 brał udział w operacji wiedeńskiej; 10 kwietnia 1945 ogniem z karabinu maszynowego z ziemi strącił niemiecki samolot. W 1946 został zdemobilizowany, po powrocie w rodzinne strony w 1947 skończył szkołę mechanizatorów, później pracował jako traktorzysta. Mieszkał w Stalingradzie/Wołgogradzie.

## Odznaczenia
- Złota Gwiazda Bohatera Związku Radzieckiego (24 marca 1945)
- Order Lenina (24 marca 1945)
- Order Wojny Ojczyźnianej II klasy (29 kwietnia 1945)
- Order Czerwonej Gwiazdy (8 października 1944)
- Medal „Za odwagę” (28 października 1944)
- Medal „Za zasługi bojowe” (5 marca 1944)

I medale.